# Austin Greyhound
L'Austin Greyhound est un chasseur prototype biplan biplace britannique de la fin de la Première Guerre mondiale.
En 1918 la Royal Air Force publia un cahier des charges pour le remplacement du Bristol F.2 Fighter, le futur appareil devant recevoir le tout nouveau moteur 9 cylindres en étoile ABC Dragonfly. Pour répondre à ce programme, le troisième lancé par la toute nouvelle RAF, Austin Motors présenta un projet dessiné un ancien ingénieur de la Royal Aircraft Factory, R. Kenworthy. Il s'agissait d'un sesquiplan construit entièrement en bois, le moteur étant couvert par un carénage conique dont dépassaient les têtes de cylindre. 
Trois prototypes furent commandés le 18 mai 1918. Le premier H4317 fut rapidement construit, mais le moteur Dragonfly se révéla particulièrement décevant. Trop lourd et ne donnant pas la puissance prévue, il fut très long à mettre au point, différant d’autant les essais en vol. Le second prototype H4318 ne fut livré à l’A&AEE de Martlesham Heath qu’en janvier 1919, suivi du premier le 15 mai, puis du troisième H4319 en février 1920 seulement.
Les performances de l'Austin Greyhound étaient bonnes, mais la guerre était terminée et le moteur Dragonfly ne fut jamais au point. Aucun des appareils issus de ce programme ne furent donc construits en série, le Bristol F.2 Fighter restant en service jusqu’en 1932. Un Greyhound servit de banc d’essais du moteur Dragonfly, utilisé par la RAE de Farnborough jusqu’en juin 1922.

### Aéronefs comparables
- Bristol Badger (en)
- Westland Weasel (en)